# 라우토카
라우토카(영어: Lautoka)는 비치레부섬 북서부에 위치한 피지의 도시로, 피지에서 2번째로 인구가 많은 도시이다. 난디에서 북쪽으로 24km 정도 떨어진 곳에 위치하며 면적은 32km2, 인구는 52,220명(2007년 기준)이다.
피지의 사탕수수 재배의 중심지에 위치하고 있으며, 주요 산업은 제당 산업으로 플랜테이션 농업을 위해 피지로 이민을 간 인도인의 비율이 높은 편이다. 또한 설탕을 실어 나르는 항구 기능을 하는 등 도시 전체가 설탕 산업을 중심으로 구성되어 있기 때문에 설탕 도시(Sugar City)라는 별명이 붙여졌다.